# 瓊·奈地田
瓊·R·奈地田是一名美國天文學家，現任美國國家光學天文台（NOAO）首席科學家。

## 職業生涯
奈地田於1998年起在NOAO工作。1993年，她於加州大學柏克萊分校獲得博士學位，導師是徐遐生。
她是恆星形成和行星系形成與演化的專家，尤其擅長研究星周盤中的氣體。

## 榮譽
1996年，奈地田獲得安妮·坎農天文學獎。